# バタンガス
バタンガス市 (フィリピン語: Lungsod ng Batangas)はフィリピン共和国のルソン島のカラバルソン地方のバタンガス州の州都且つ最大都市である。「カラバルソン地方の工業港」として知られる。都市化速度が最も速い都市の1つである。2010年時点で人口は約30.6万人。

## 歴史

### スペイン植民地時代
1572年、最初のスペイン人伝道師がバタンガスに移住した。
1581年、スペイン人は現在の州庁舎周辺を統治した。巨大な丸太(バタン)が豊富な事から「バタンガン」と呼ばれ始めた。スペイン政府はドン・アグスティン・カシラオをバタンガンの初代en:gobernadorcilloに任命した。

### アメリカ植民地時代
1900年代初頭にアメリカに占領され、バタンガス地域市民政府が設置された。これは1901年7月4日に施行された。

### 第二次世界大戦
1941年12月12日、日本軍の爆撃によりバタンガスは大きな被害を受けた。
1943年10月14日、フィリピン第二共和国の樹立後、日本はロマン・L・ペレズを市長に指名した。
1944年3月11日、アメリカ軍がバタンガスを再占領した。バタンガスを足掛かりにアメリカ軍はケソン州を侵略した。フィリピン人ゲリラは戦いに大きく貢献した。

### フィリピン独立
2008年1月19日、バタンガス市国際貨物港第二工期が開始された。

## 姉妹都市
- - イロイロ(フィリピン)
- - ランゲンフェルト(ドイツ)
- - グアダラハラ(メキシコ)
- - リオデジャネイロ(ブラジル)

## 写真

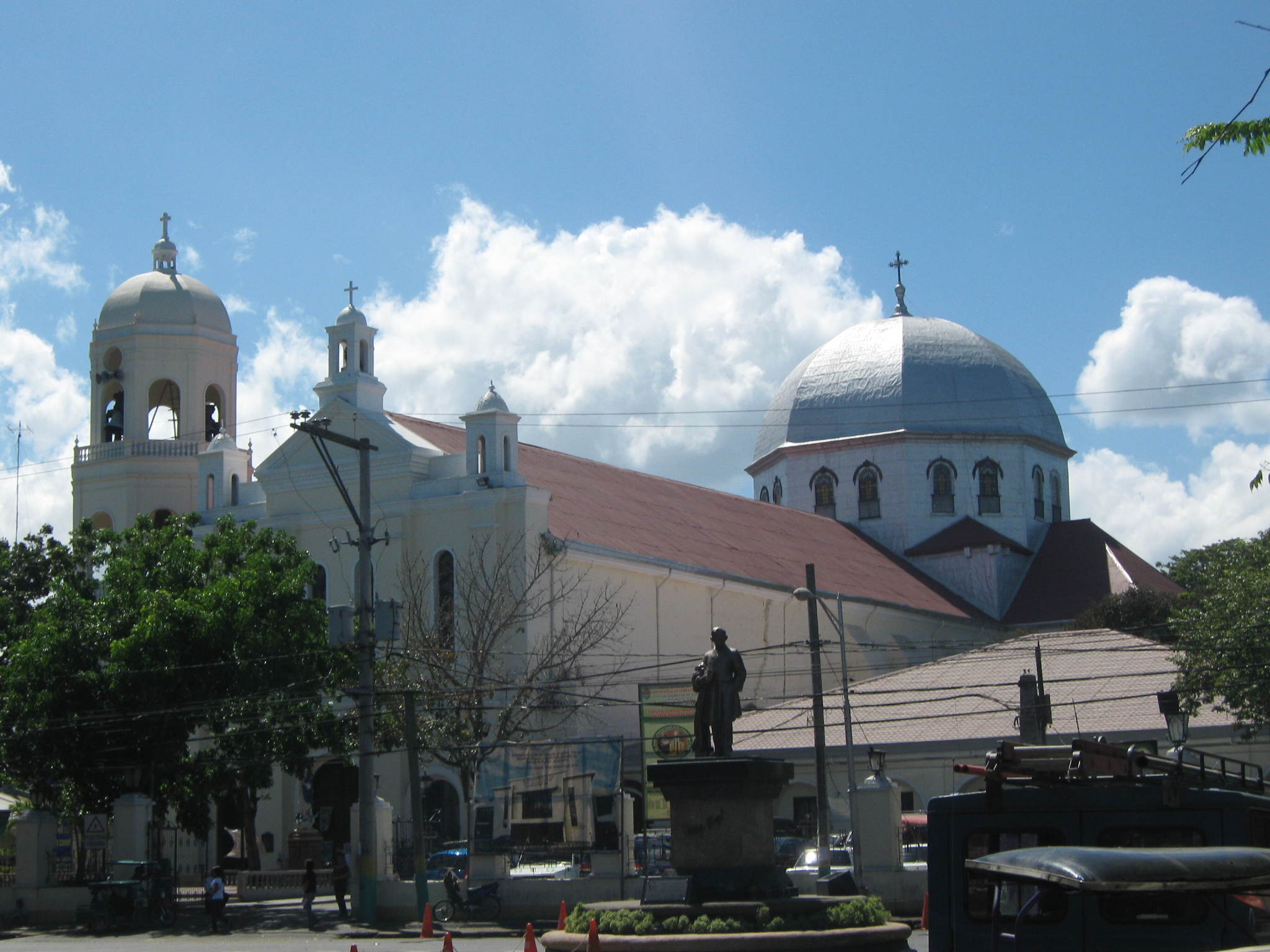
Basilica Immaculate Conception Parish
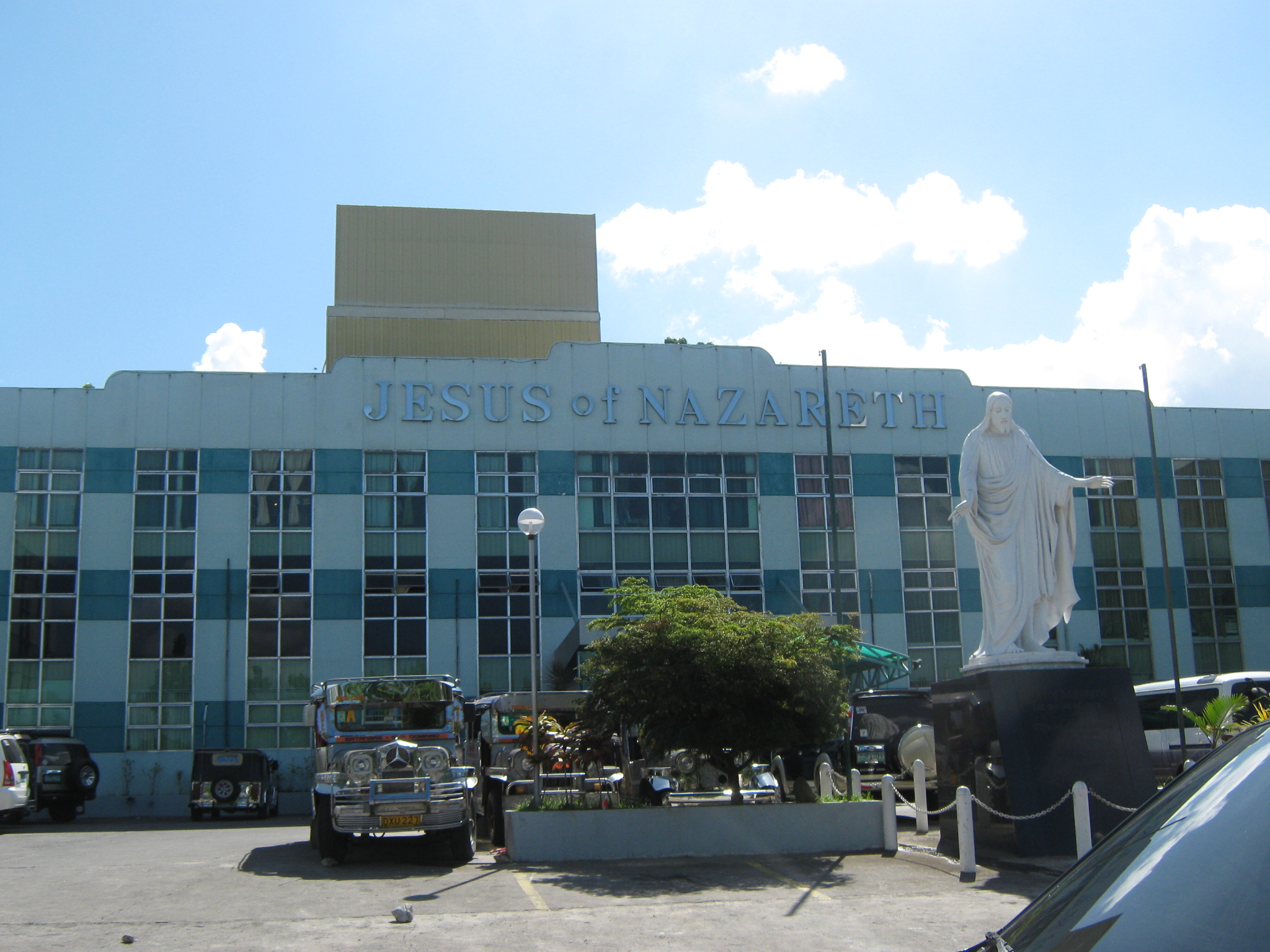
ナザレのイエス病院
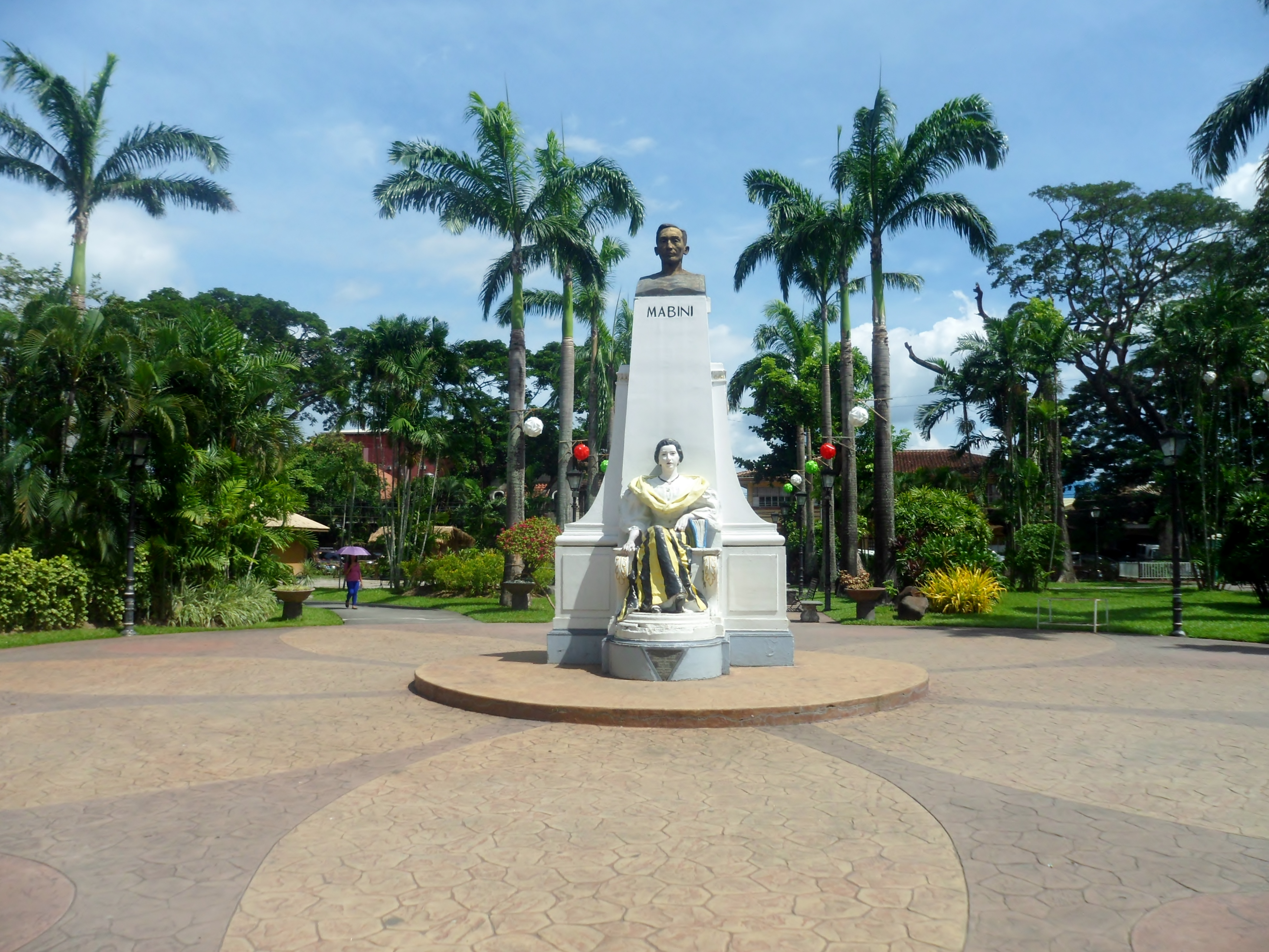
Plaza Mabini
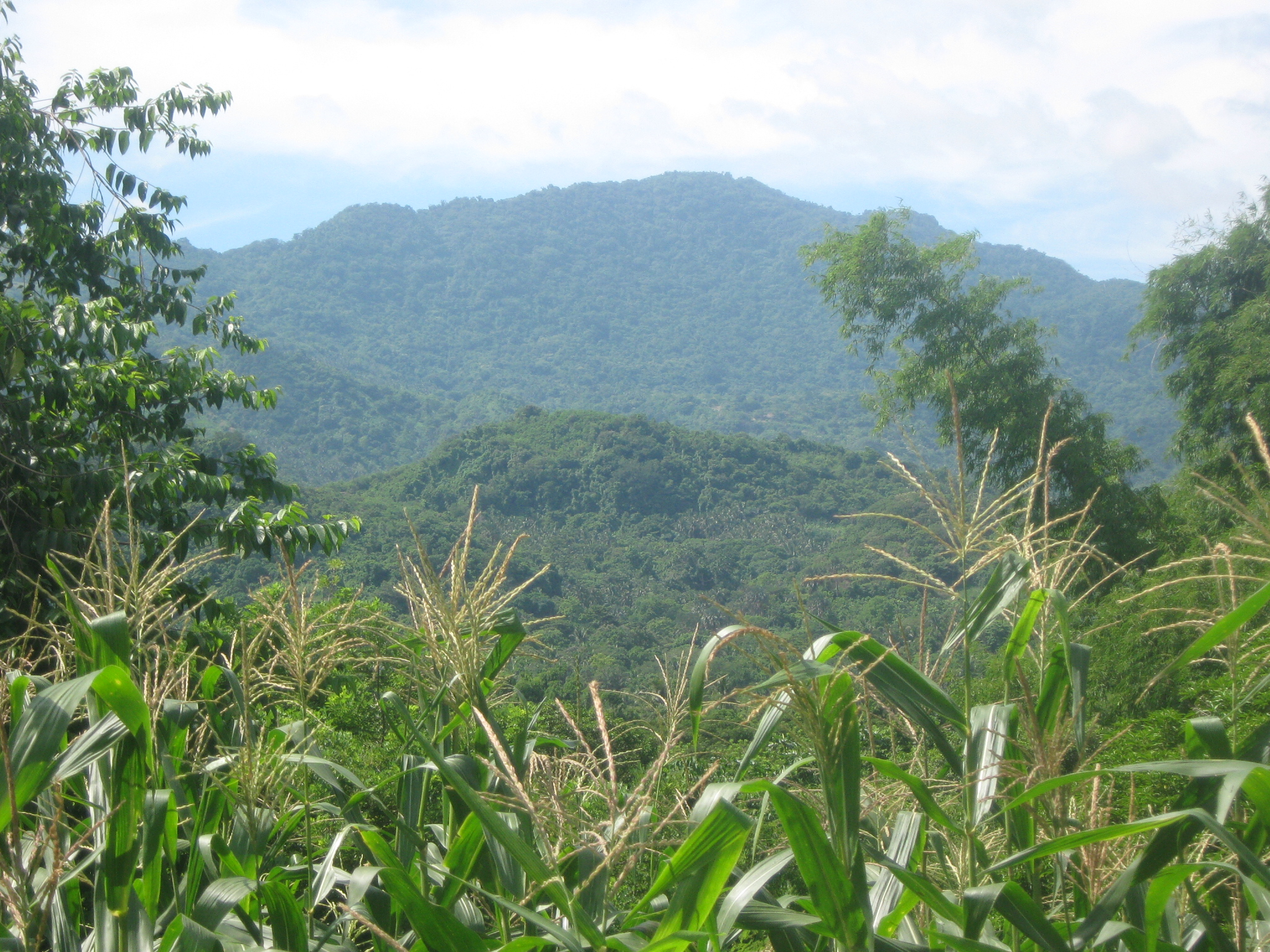
バノイ山
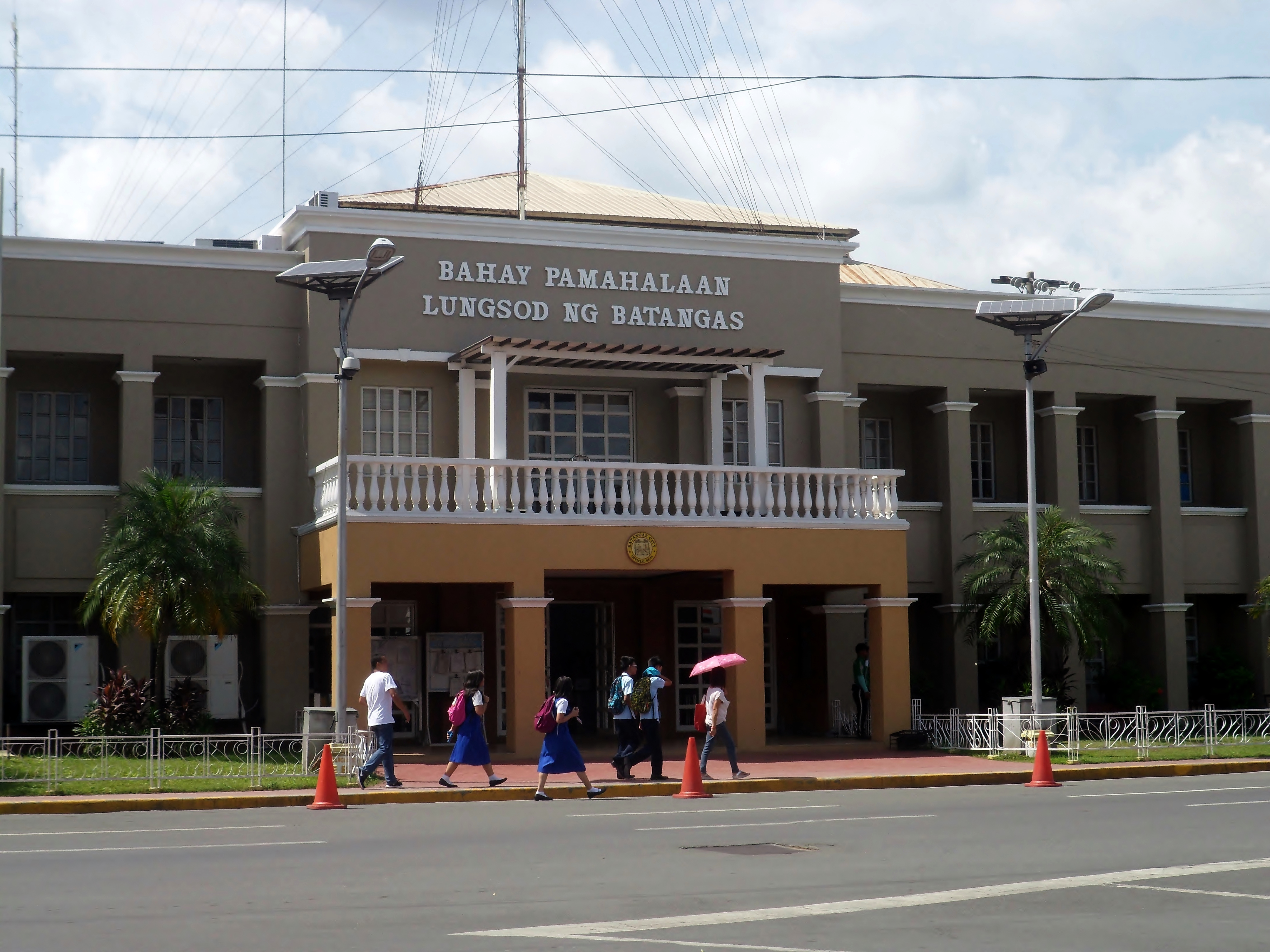
バタンガス市役所

## 参考資料
- City Investment & Tourism Office (2006), Parine na't Magsaya sa Lungsod ng Batangas (pamphlet), Batangas City, Philippines
- Local Government of Batangas City (July 23, 1999), Batangas City Profile, 1, Batangas City, Philippines, pp. 7, 8, 13, 14